# 菅佐知子
菅佐知子（すが さちこ）は、日本のクラシックピアニスト。

## 経歴
6月13日生まれのA型、双子座。
94年に渡独。97年にドイツ・リューベック国立音楽大学演奏家コース卒業、ディプロム取得。2001年ドイツ・ローストック国立音楽大学大学院修了。同年、ドイツ国家演奏家資格取得、合わせて最優秀賞受賞。99年、東京オペラシティリサイタルホールでデビューリサイタル開催。2002年より拠点を日本に移し、日本とドイツで演奏活動中。オーケストラとの共演や各地音楽祭出演。また、室内楽奏者としても活躍している。
武地朋子、金山典子、斉藤京子、山田富士子、アンジェイ・ヤシンスキ、コンラート・エルザー、マティアス・キルシュナライトに師事。

## CD
菅佐知子ファーストアルバム「月の光」